# アパラチアン・ダルシマー
アパラチアン・ダルシマー（英: Apalachian dulcimer、以下に示す多種の変名がある）は、もともとは米国のアパラチア地方で演奏されていたツィター科の弦楽器で、3本または4本の弦を持つフレット付きの弦楽器である。胴は指板の長さまで伸びており、フレットは一般的に全音階である。

## 名称
アパラチアン・ダルシマーには多くの変名がある。しかしほとんどの場合、単にダルシマーと呼ばれる（英語ではdulcimore, dulcymore, delcimer, delcimoreなど、日本語では「ダルシマ」などとも表記される）。とはいえ、関連のないハンマード・ダルシマーと区別する必要がある場合には、（場所、演奏スタイル、位置、形状などから導き出された）様々な形容詞が付け加えられ、例えば、マウンテン・ダルシマーやケンタッキー・ダルシマー、プラック・ダルシマー、フレット・ダルシマー、ラップ・ダルシマー、ティアドロップ・ダルシマー、ボックス・ダルシマーなどと呼ばれる。楽器はまた、（いくつかは他の楽器で共有されている）「ハーモニウム」、「ホッグフィドル」、「オルゴール」、「ハーモニーボックス」、「マウンテンチター」などの多くの別名がある。

## 起源と歴史
アパラチアン・ダルシマーは19世紀初頭にアパラチア山脈のスコッチ・アイルランド系移民のコミュニティに最初に現れたが、アイルランドやスコットランドで知られているという前例はない。このような理由と記録が不足していることから、アパラチアン・ダルシマーの歴史は最近までほとんどが推測の域を出ていなかった。1980年以降、より広範な研究が行われ、いくつかの異なる時代を経てこの楽器が発展してきたこと、また、スウェーデンのフンメル、ノルウェーのランゲレイク、ドイツのシャイトホルト、フランスのエピネット・デ・ヴォージュなど、ヨーロッパのいくつかの類似した楽器が起源である可能性が高いことが明らかになってきている。民俗史家のルーシー・M・ロングは、この楽器の歴史について次のように述べている。
ダルシマーの歴史的な記録はほとんど存在しないため、最近になってラルフ・リー・スミスとL・アラン・スミスが古いダルシマーを分析してダルシマーの歴史を再構築するまで、その起源は推測の域を出ませんでした。ダルシマーの器官学的発展は3つの時期に分けられます：過渡期（1700年代から1800年代半ばまで）、復活前または伝統的なもの（1800年代半ばから1940年まで）、復活期または現代的なもの（1940年以降）。
ウェストバージニア州ヴォルガ出身のアパラチア地方の弦楽器製作者チャールズ・マクソンは、初期の入植者は道具と時間が足りなかったために、より複雑なヴァイオリンを作ることができなかったのではないかと推測している。これが、劇的な曲線の少ないダルシマーを作るようになった要因の一つである。彼もまた祖先楽器としてランゲレイク、シャイトホルト、エピネット・デ・ヴォージュを挙げている。
マウンテン・ダルシマーの真の標本は、ケンタッキー州ノット郡のJ.エドワード・トーマスが製作・販売を開始した1880年頃より前のものはほとんど存在しない。マウンテン・ダルシマーは音量が控えめなため、家庭の小さな集まりに最適な談話室用の楽器として使われるようになった。しかし、20世紀前半の間、マウンテン・ダルシマーは珍しく、アパラチア地方に散らばったプレイヤーに供給していたのはほんの一握りのメーカーだけだった。事実上、1930年代後半以前のオーディオ録音は存在しない。

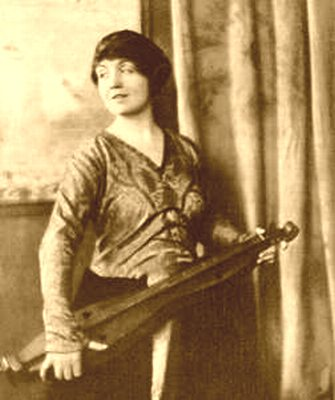
フィールドで民謡を集め、コンサートホールで演奏したロレイン・ワイマンは、1917年5月1日発行の『ヴォーグ』誌に、アパラチア・ダルシマーを手にして登場した。

第一次世界大戦の頃、コンサート会場でアパラチア民謡を歌っていたソプラノ歌手のロレイン・ワイマンは、コンサートでアパラチア・ダルシマーを披露して一躍脚光を浴び、『ヴォーグ』誌にトーマスという楽器を手にした姿が掲載された（右）。しかし、ワイマンはピアノ伴奏で歌うことを好んでいた。この楽器が真のルネッサンスを遂げたのは、1950年代のアメリカでの都市型民族音楽の復興期で、ニューヨーク市の聴衆の前でこの楽器を使って演奏したケンタッキー州のミュージシャン、ジーン・リッチーの活動がきっかけだった。1960年代初頭、リッチーとパートナーのジョージ・ピッコウは、ケンタッキー州在住のの親戚ジェスロ・アンバーゲイ（当時、ヒンドマン・セツルメント・スクールの木工講師）が作ったダルシマーの販売を始めた。やがて彼らはニューヨークで自分たちの楽器を作り始めた。一方、アメリカの民族音楽家リチャード・ファリーニャ（1937-1966）もまた、アパラチアン・ダルシマーをより多くの聴衆に広め、1965年にはこの楽器は民族音楽界ではお馴染みの存在となった。
アンバーゲイに加え、彼の製品が完成するまでには、当時は生産を停止していたホーマー・レッドフォード、リン・マクスパッデン、A.W.ジェフリーズ、ジョエルン・ラピスなど、1960年代半ばの影響力のある楽器製作者がいた。1969年、マイケル＆ハワード・ラッグはカプリトーラスという会社を設立した。彼らはこの楽器を初めて量産しただけでなく、楽器の製造と演奏を容易にするためにデザインを変更した。ボディを大型化し、伝統的な木製のペグではなく、金属製のフリクションチューナーやギア付きチューナーを取り付け、チューニングをより簡単に、より信頼性の高いものにした。

## 構造と形状
構造的にはアパラチアン・ダルシマーは、ボックス・ツィターを撥弦楽器にしたもので、民族楽器と考えられている。アパラチアン・ダルシマーは伝統的に木材で構成されており、初期の楽器は通常、ビルダーが住んでいた山の特定の地域で一般的に見られる木材を使用して、すべて1種類の木材で作られていた。最近ではギターの美学と構造の理想が適用され、サウンドボックスのトップにはスプルースやシダーのようなトーンウッドが好まれている。バック、サイド、ネックにはマホガニーやローズウッドのような硬い木材が使用され、指板にはローズウッド、メイプル、黒檀のような硬い木材が使用されている。現代のダルシマーはアメリカで生まれ、現在でもその大部分がアメリカで作られているため、胡桃、樫、桜、林檎などのアメリカ産の広葉樹も今でもメーカーによって頻繁に使用されている。
多くの民族楽器と同様に、アパラチアン・ダルシマーには多くの形、サイズ、構造の細部のバリエーションで作られてきて、現在も作られ続けているが、特定の形式は他のものよりも人気があることが証明されており、主流になる傾向がある。一般的な形式は、細長いサウンドボックスを持ち、「ネック」はサウンドボックスの中心にあり、楽器の長さを貫いている。典型的な楽器の長さは70–100 cm (27.5–39.5インチ)、最も幅の広いバウトの幅は16–19 cm (6.5–7.5インチ) で、サウンドボックスの深さは約5–6 cm (2–2.5インチ) である。指板のトップはサウンドボックスの表面から約1.25 cm (0.5インチ) 上に位置している。サウンドボックスには通常、2つから4つのサウンドホールがあり、下部のバウトに2つ、上部のバウトに2つ設けられている。これらは様々な形状をしており、伝統的に好まれているのはハート型や、伝統的なヴァイオリンのfホールだが、メーカーは頻繁に独自のユニークなサウンドホールの形状を持つ楽器をパーソナライズしている。
楽器の全体的な形状は様々な形をとっているが、最もポピュラーなのは砂時計（または8の字型）、楕円形、涙滴型、細長い台形または長方形である。
ネックの一端には、チューナーを収納するヘッドストックがある。ヘッドストックは、最も一般的にスクロール型（バイオリンなどのオーケストラ弦楽器のヘッドストックに似た形状）か、パーラーギターやバンジョーに見られるような形状をしている。ある程度までは、ヘッドストックの形状は、選択されたチューナーのスタイルによって決定される。古い楽器や現代の「伝統的な」デザインの楽器では、バイオリンスタイルの木製摩擦ペグを使用している。現代の楽器では、より一般的に金属製のマシンヘッドを使用している。
ネックのもう一方の端にはテールブロックがあり、ここには弦のもう一方の端（ループ）を固定するためのピンやブラッドが入っている。弦はエンドピンとチューナーの間に張られ、ブリッジ（テールブロックの端）とナット（ヘッドストック）の上を通り、弦の長さを決定する。ナットとブリッジの間には指板があり、指板には（通常）全音階間隔で12～16の金属製のフレットが取り付けられており、ゼロ・フレットはあったりなかったりする。指板の端とブリッジの間では、ネックは彫り込まれてサウンドボックスのトップ近くを通る帆立貝状の空洞が形成されている。この部分はストラム・ホロウと呼ばれ、ピック、指あるいはビーターを使って弦を鳴らすためのスペースである（演奏を参照）。
一人用と二人用の楽器が作られているが、マルチネックの一人用ユニットも作られている(バリエーションを参照)。
アパラチアン・ダルシマーの大部分はシングルネックの一人用楽器であり、これらの楽器は2本から十数本の弦で作られてきたが、古い楽器では3本が最も一般的な弦数となっている。
現代の楽器は通常、3、4、5、6本の弦を持ち、3コースまたは4コースのいずれかに配置されている。
多くの可能性のある弦の配置が存在するが、以下は典型的なものである：
- 3弦：3組の単弦
- 4弦：3組、2組の単弦と1組のⅱ2重弦。2重弦は大体の場合は最高音（メロディー）用
- 4弦：4組の単弦
- 5弦：3組、2組の2重弦と1組の単弦。通常、単弦は中間に配置され、メロディーとベースラインは2重弦
- 5弦：4組、1組の2重弦と3組の単弦。2重弦はメロディー用
- 6弦：3組の2重弦

### 製造
アパラチアン・ダルシマーは、アメリカ南部、特にアパラチア地方にある個人の職人や家族経営の小規模な企業によって作られていることが多い。特注の楽器を注文するのは簡単で比較的一般的で、特注のアパラチアン・ダルシマーは、他の特注の弦楽器（ギター、マンドリン、バンジョーなど）よりもかなり安価で購入することができる。
ルーマニア、パキスタン、中国からの安価な輸入品が徐々にアメリカ市場に進出している。ジョン・ベイリーの著書 Making an Appalachian Dulcimer は、現在も印刷されているいくつかの本のうちの1つで、ダルシマーを作るための手順を提供している。

## フレット、弦、調弦および調子

### フレット配置
アパラチアン・ダルシマーのフレットは、一般的にダイアトニック・スケールで配置されている。これは、ギターやバンジョーのような楽器が半音階でフレットを付けているのとは対照的である。1950年代半ばには、一部のメーカーでは、オクターブの半音下に少なくとも1つの追加フレット、いわゆる "6 and a half"、"6½"、または "6+"を追加するようになった。これにより、D3-A3-D4（ミクソリディアン・モードの伝統的な調弦）にチューニングされた場合、開放弦から始めてアイオニアン・モードで演奏することができるようになった。このアレンジは、しばしばコードでのメロディ演奏をより助長することがわかっている。また、「13+」フレットと呼ばれる6+から1オクターブ上のフレットを追加するのが一般的になり、1970年代後半にはこの追加フレットが標準になった。
やがて、一部の楽器製作者は、"1+"と "8+"のポジション、または（代替として）"4+"と "11+"のポジションにさらに追加のフレットを提供するようになった。これらの追加フレットは、再調弦せずに多くのスケールやモードを使用することを容易にする。おそらく必然だったと思われるが、この傾向は最終的にオクターブあたり12のフレットを持つ完全なクロマチック・ダルシマーの登場につながっていった。しかし、クロマチック・フレッティングはダルシマー奏者の間ではいささか論争の的となっており、伝統派はダイアトニック指板の信憑性が高いと感じるものを好んでいる。

### 弦
アパラチアン・ダルシマーは金属製のワイヤー弦を用いているが、低音部には巻弦を使用することもある。これらの弦はバンジョーやギターに使われている弦と非常によく似ており、メーカーが特別な「ダルシマー・セット」を提供する前は、バンジョーの弦がよく使われていた。典型的なダルシマーの弦のゲージは、直径約0.026インチから0.010インチの間にあるが、この範囲外のゲージが特殊な調律や範囲の広い演奏スタイルを容易にするために採用されることがある。

### 調弦
アパラチア・ダルシマーの「標準的な調弦」はないが、楽器の形状と同様に、特定の調弦のアレンジが他のものよりも人気があることが知られている。伝統的に、アパラチアン・ダルシマーは通常（左から右へ）G3-G3-C3、C4-G3-C3、またはC4-F3-C3にチューニングされていた。ノート：ダルシマーは膝の上やテーブルの上に寝かせて演奏することが多いので、楽器を直立させた状態（ヘッドストックを上にした状態）で演奏すると、最も高い弦が左になる-これはもっとも低い弦がひだりになる他の弦楽器（ギター、ベース、フィドルなど）とは逆である。しかし、ダルシマーのプレイヤーは、（ギタリストやバイオリニストのように）弦の名前を「一番低い弦から一番高い弦まで」という順番で付けることに慣れている。これは、通常、弦の名前が楽器に現れる順番を逆にしたもの、つまり、右から左へということになる。したがって、上記で引用した調律は、より一般的に次のようになる：C3-G3-G3; C3-G3-C4; そしてC3-F3-C4である。この規約は記事の残りの部分でも使用されている。
1950年代と1960年代のアパラチアン・ダルシマーの復活に伴い、プレーヤーはより高いピッチの調弦を支持し始めた。これは多くの弦楽器の歴史において珍しいことではなく、プレーヤーはしばしば、より高いチューニングが楽器の音を「明るく」すると主張している。その結果、元々の伝統的な調律は一段階上に移動し、次のようになった。D3-A3-A3、D3-A3-D4、D3-G3-D4は、3コースのアパラチア・ダルシマーのための最も一般的な現代的なチューニングである。

### 調子
D3-A3-A3は、I V V 調和関係にある。つまり、全音階の長調の主音は低音弦上にあり、中音弦と旋律弦は全5度上にある。このチューニングでは、全音階の主音のフレットが旋律弦の上に置かれる。これにより、イオニアン・モード（メジャー・スケール）での演奏が容易になる。メロディは上弦（または弦ペア）のみで演奏され、フレットのないドローン弦がシンプルなハーモニーを奏で、この楽器に特徴的な音を与えている。
異なるキーやモードで演奏するには、伝統的な演奏家は楽器を調律し直さなければならない。例えば、マイナーモードのメロディーを演奏するには、D3-A3-C4にチューニングする必要がある。これでエオリアン・モード（自然短音階）を演奏しやすくなる。
現在の最も一般的なチューニングはD3-A3-D4だが、より伝統的なD3-A3-A3やいわゆる "逆イオニアン "チューニングであるD3-G3-d4を好む指導者もいる。"リバース "チューニングとは、キーノートが中弦にあり、低音弦がスケールの5番目にあるが、中弦より下のオクターブにあるチューニングとなる。これは、複数の指導者が簡単なチューニングとして提案していることもある。D3-G3-G3-D4からは、1フレットにカポを付けてドリアンモードで弾いたり、2弦をA3に再調弦してミクソリディアン・モードで弾いたり、ミクソリディアンからは1フレットにカポを付けてエオリアンモードで弾いたりすることができる。

## 演奏
アパラチアン・ダルシマーは、3～4本の弦とシンプルなダイアトニックのフレットパターンを持ち、一般的に最も習得しやすい弦楽器の一つとされている。伝統的な演奏方法は、膝の上に平たく置き、右手で弦を叩いたり弾いたりし、左手で弦を抑えるものである。また、木製のテーブルの上にダルシマーを置いて、テーブルを共鳴器にして音量を上げる方法もある。一般的には、奏者側にメロディ弦(または弦対)を、外側に低音弦を張る。
伝統的な弾き方では、旋律弦の上でノーター（ダボや竹の短い長さのもの）を使ってフレッティングを行い、中低音弦はフレッティングされていないドローンのように鳴らす。このスタイルは、現在では「ノーター・ドローン」と呼ばれている。一部の伝統では、プレイヤーは、先をとがらせた羽を使って楽器をかき鳴らしている。初期のマウンテン・ダルシマーのフレットは、通常、指板の半分だけを覆うシンプルなワイヤー・ステープルで、旋律弦だけをフレットにすることができていた。1960年代初頭までには、多くのダルシマーメーカーがステープルを捨て、指板の幅全体に伸びるワイヤーを使用するようになった。これにより、すべての弦をフレットで演奏できるようになり、コードやメロディの範囲の拡大が可能になった。様々な新しい「ノーターレス」な演奏スタイルが登場し、現在では「コード・メロディ」と総称されるようになった。また、全幅のフレットの出現により、楽器のフレットを同じ調性にすることが求められるようになった。古い半幅フレット楽器のフレットパターンは、平均律にほとんど従わず、イントネーションはビルダーごとに異なっていた。シンプルなメロディをドローンに合わせて演奏すると、このような独特の音階は音楽に暖かさと独特の風味を加えることができるが、古い標準的でないフレットパターンは、コード化されたときに不協和音を発生させることが多く、一部の人は受け入れられないと感じている。
現代の奏者は、平均律に合わせて全幅のフレットを配置した現代のダルシマーを使用し、コード理論と他の弦楽器からのテクニックを取り入れて、楽器の多様性を大幅に拡大している。しかし、昔から様々な演奏スタイルが用いられてきた。たとえば、ピックで弦をかき鳴らす代わりに、指でかき鳴らしたり、指でつまんだり、小さな棒で叩いたりすることもできる。ジーン・リッチーの The Dulcimer Book には、ケンタッキー州ビッグ・ローレルのリア・スミス夫人の古い写真が掲載されており、ピックの代わりに弓を持ち、ダルシマーのテールを奏者の膝の上に置き、ヘッドストックをテーブルの上に置いて演奏している。ロバート・フォースとアル・ドッシェは、彼らの本 In Search of the Wild dulcimer で、彼らの好ましい方法を「ギター・スタイル」と表現している。首にストラップをかけてダルシマーをぶら下げ、ギターのようにかき鳴らしてるが、左手はネックの手前側からフレットを抑えている。また、「ダルシマーがヘッドストックを肩にして垂直に保持されている」「オートハープスタイル」の演奏についても説明している。リン・マクスパッデンは、著書 Four and Twenty Songs for the Mountain Dulcimer の中で、「ダルシマーを横に倒して、ギターのようにかき鳴らす」と述べている。また、他のプレイヤーはフィンガースタイルのテクニックを使用しており、フレッティングハンドでコードポジションを指で弾き、ストラミングハンドで個々の弦をリズミカルに弾き、繊細なアルペジオを作り出している。

## 現代の使用

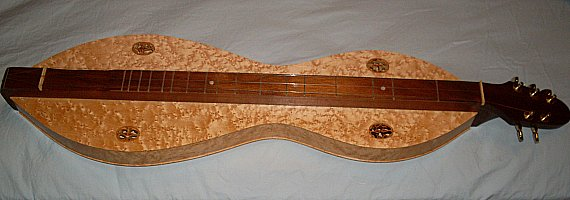

アパラチアン・ダルシマーは、現在ではアメリカのオールド・タイム・ミュージックの伝統の中心的な楽器となっているが、現代のダルシマー愛好家が演奏するスタイルは、伝統的な民族音楽からポピュラーなもの、実験的なものまで多岐にわたっている。一部のプレーヤーは、中東やアジアの特定の楽器との音色の類似性を利用している。ますます、現代のミュージシャンは、ソリッド・ボディのエレクトリック・ダルシマーの人気に貢献している。アパラチアン・ダルシマーが多くの国で支持を得ているため、米国、カナダ、英国、アイルランドではダルシマー・フェスティバルが定期的に開催されている。
マウンテン・ダルシマーは、以前から古い世代と関係があったが、最近ではその魅力に気付いた若いプレーヤーも増えている。また、演奏しやすいことから、教育用の楽器として特に優れていると考える音楽教師も多く、教育現場で使用されることが多い。そのため、教育現場で使用されることが多く、自作のダルシマーを作る音楽教室もある。ただし、予算、時間、および職人技の制限により、通常は段ボールで作られている。
ローリング・ストーンズのブライアン・ジョーンズは、1966年のアルバム『アフターマス』の中でエレクトリック・アパラチアン・ダルシマーを演奏しており、特に "Lady Jane" で演奏している。彼がエド・サリヴァン・ショーでの演奏中のこの楽器を演奏しているところを見ることができる。彼はリチャード・ファリーニャの録音を聴いて影響を受け、この楽器を使うようになった。アパラチアン・ダルシマーの最も有名な演奏家の一人は、シンガー・ソングライターのジョニ・ミッチェルで、ミッチェルは1960年代後半のスタジオ録音で初めてこの楽器を演奏し、アルバム『ブルー』（1971年）で最も有名になり、ライブコンサートでも演奏している。
シンディ・ローパーは、故デヴィッド・シュナウファーに師事したマウンテン・ダルシマー奏者としても注目を集めている。ローパーは9枚目のスタジオアルバム『ボディ・アコースティック』でダルシマーを演奏し、レコードをサポートするツアーでは、マウンテン・ダルシマーで「タイム・アフター・タイム」や「シー・バップ」などの曲でをソロ演奏を披露している。ダルシマーを主な楽器と考えている現代のプロのミュージシャンには、ナッシュビルのスティーブン・セイファートや後のアルバムでダルシマーを使用したアイルランドのブルースギタリスト、ロリー・ギャラガーなどがいる。オーランドを拠点とするミュージシャンのビング・ファッチは、特別なデュアル・フレットボードのマウンテン・ダルシマーとカスタム・レゾネーターを使用して演奏しており、インターナショナル・ブルース・チャレンジに出場した2人のマウンテン・ダルシマー奏者のうちの1人であり、2015年の大会では準決勝に進出し、2016年の大会では、ファッチはアパラチアン・マウンテン・ダルシマーのみで演奏していたにもかかわらず、決勝に進出し、ソロ・デュオ部門で「ベスト・ギタリスト」を受賞した。

## 変種
民俗楽器の常で、アパラチアン・ダルシマーには幅広いバリエーションがある。
- ボディの形状：前述のように、ダルシマーはさまざまなボディ形状で作られ、その多くはリバイバル前のダルシマーのカタログに記録されている[25]。代表的なものを列挙すると、砂時計、涙滴型、台形、長方形、楕円形（「ギャラック・ススタイル」）、バイオリン型、魚型、リュートバックなどがある。
- 材料：合板、ラミネート、無垢材に加えて、カーボンファイバーなどの実験的な材料を使っているビルダーもいる。また、ボール紙製のダルシマーもある。低価格のキットとして販売されることが多いダンボール製のダルシマーは、驚くほど良い音と音量を提供する。低コストで破損しにくいため、特に小学校の教室などの施設での使用に適している。

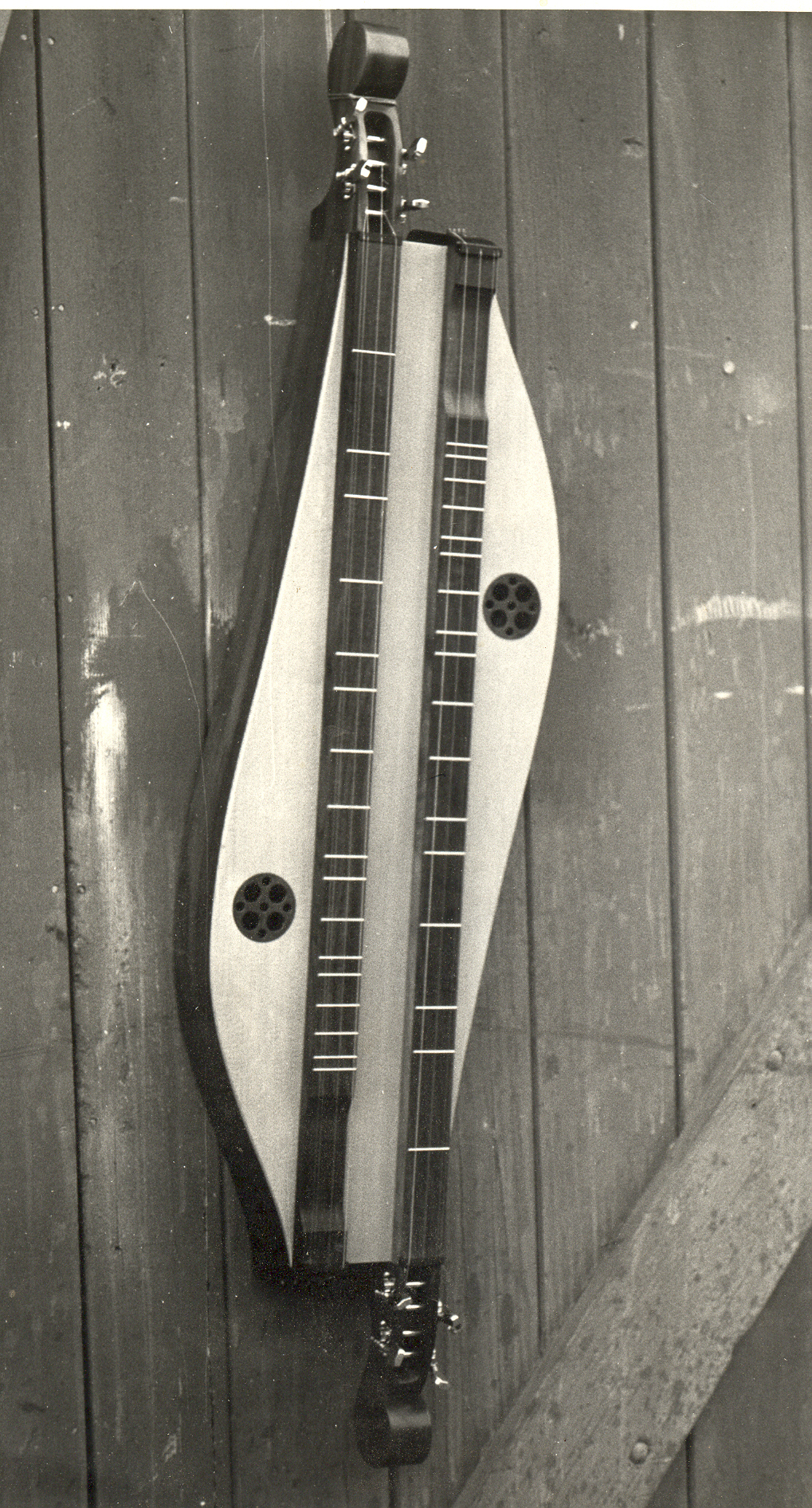
求愛ダルシマー

- 弦の数：ダルシマーでは、2本から12本までの弦が使用されている（最大6組）。1960年代までは、ほとんどのマウンテン・ダルシマーは3本の弦を備えていた。現在、最もポピュラーなバリエーションは、3コースに4本の弦を張ったもので、旋律弦が2重弦となっている。

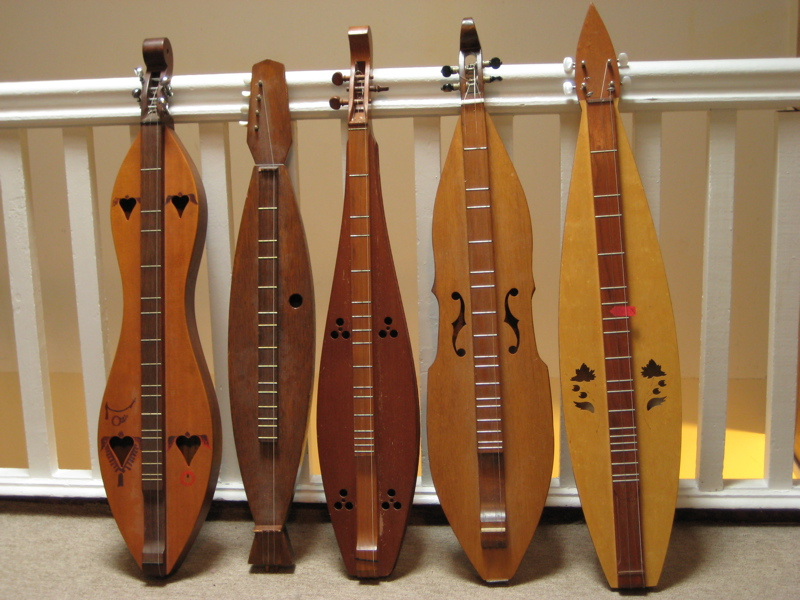
ダルシマーの形状のバラエティ。

- サイズと音域：大きなダルシマーと小さなダルシマーが作られていて、楽器の音域を高音と低音に広げたり、ダルシマーのアンサンブルのパートを埋めるたりしている。
  - バリトン・ダルシマー：通常のダルシマーのより大きなバージョンであり、低いピッチに調整するように設計されている。バリトン・ダルシマー：これらは、より低いピッチにチューニングされるように設計された通常のダルシマーのちょうど大きなバージョンです。通常、四度低いチューニングされるように設計されており、A3-E3-A2またはA3 A3 A3-E3-A2、可変チューニングパターンのいずれかが、この低音楽器に適応することがある。
  - バスダルシマー：非常にまれな、これらのモンスターの長さは4フィートに近いことがある。これらはアンサンブル演奏用に設計されており、ダルシマーよりも1オクターブ低くチューニングされている：A2-E2-A1またはA2 A2-E2-A1。
  - ソプラノまたは "ピッコロ "ダルシマー：これらは、サイズが通常のダルシマーの長さの約80％から約50％までの範囲の、より小さなダルシマーである。より高いピッチをサポートするように設計されており、チューニングは通常4度上である：G4-D4-G3またはG4 G4-D4-G3。サイズが小さく、スケール長が短くなっているため、子供など、手の小さい人でも演奏しやすくなっている。
  - 他にもコントラバス・ダルシマーなどのサイズが試されている[26]。
- "求愛ダルシマー"：1つの珍しいバリエーションは「求愛ダルシマー」である。この楽器は、2つの別々の指板を備えた1つの大きなダルシマー本体で構成されている。この楽器は、対面する2人の個人の太もも（代名詞の「求愛」ペア）にのせ、デュエットを演奏するために使用される。
- "ダブルネック・ダルシマー"：求愛ダルシマーと似ているが、両方の指板（または「ネック」）が同じ方向を向いている。演奏家のビング・ファッチによって広まったもので、楽器を変えることなく複数のチューニングを可能である。
- ソリッドボディ・エレクトリック・ダルシマー：アコースティック・ダルシマーでもピックアップで電化されている場合があるが、いくつかのビルダーがソリッドボディのエレクトリック・ダルシマーを製造している。
- アクアヴィーナ： 金属製の共鳴器の一部に水を入れたダルシマー。再生中にレゾネーターを揺らして、ハーモニクスの不気味な振動を生み出す。

### 合体楽器
- "弓弾きダルシマー"：弓で演奏できるダルシマー。現代では、弓で演奏するためだけに重度の改造が施されたものが作られている。
- ギター・ダルシマー：ギターとダルシマーのハイブリッドで、ボディはギターに近いが、弦の構成とペグはダルシマーに似ている。これらの楽器の弦のパターンはダルシマーと逆で、左に低音の弦、右に高音の弦があり、通常はギターのように保持して演奏することが多い。この変化形は、ホーマー・レッドフォード[27]によって最初に探求され、後に特許が取得されてし、「ダルシタール」と呼ばれた。(下記参照)
- ダルシタール(スティック・ダルシマー、ストラムスティックともいう)：ギターやマンドリンに似た長いネックの楽器で、全音階ダルシマーのフレットが付いている。アパラチアン・ダルシマーのサウンドボックスのプロポーションに近い、より狭く浅いボディを持つという点で、主にギター・ダルシマーとは異なっている。これらの楽器は様々な名称でしられているが、最も一般的な商業モデルはマクナリー・ストラム・スティックである。
- バンジョー・ダルシマー：標準的なダルシマーに似ているが、ボディにバンジョーヘッドが付いている。この変種は、最初に探求し、後に特許を取得した、ホーマー・レッドフォード[27]によって「ダルシジョー」と呼ばれている。似たような楽器には、"Ban-Jammer"（マイク・クレマー）、"Banjimer"（キース・ヤング）、"Banj-Mo"（フォーク・ノーツ）などがある。「ダルシジョー」は、クロウハンマー・バンジョーのような親指弦を持ち、3本の弦とダイアトニック・フレット・パターンを持つバンジョーとダルシマーのハイブリッドで、よりバンジョーに近い形をしており、アップライトで演奏され、ノース・カロライナのマイケル・フォックスによって作られた。
- レゾネーター・ダルシマー：レゾネーター・ギターを模して胴体にレゾネーターを追加したスタンダード・ダルシマー。このバリエーションは、最初に探求し、後に特許を取得した、ホーマー・レッドフォード[27]によって「ダルシブロ」と呼ばれている。

## 参照資料
- List of Appalachian dulcimer players
- Bowed dulcimer
- Hearts of the Dulcimer